# Comuna Vahanîci, Horodnea
Vahanîci (în ucraineană Ваганичі) este o comună în raionul Horodnea, regiunea Cernihiv, Ucraina, formată din satele Barabanivske și Vahanîci (reședința).

## Demografie
Componența lingvistică a comunei Vahanîci
     Ucraineană (95,95%)
     Rusă (2,5%)
     Belarusă (1,35%)
Conform recensământului din 2001, majoritatea populației comunei Vahanîci era vorbitoare de ucraineană (95,95%), existând în minoritate și vorbitori de rusă (2,5%) și belarusă (1,35%).